# Arte espacial

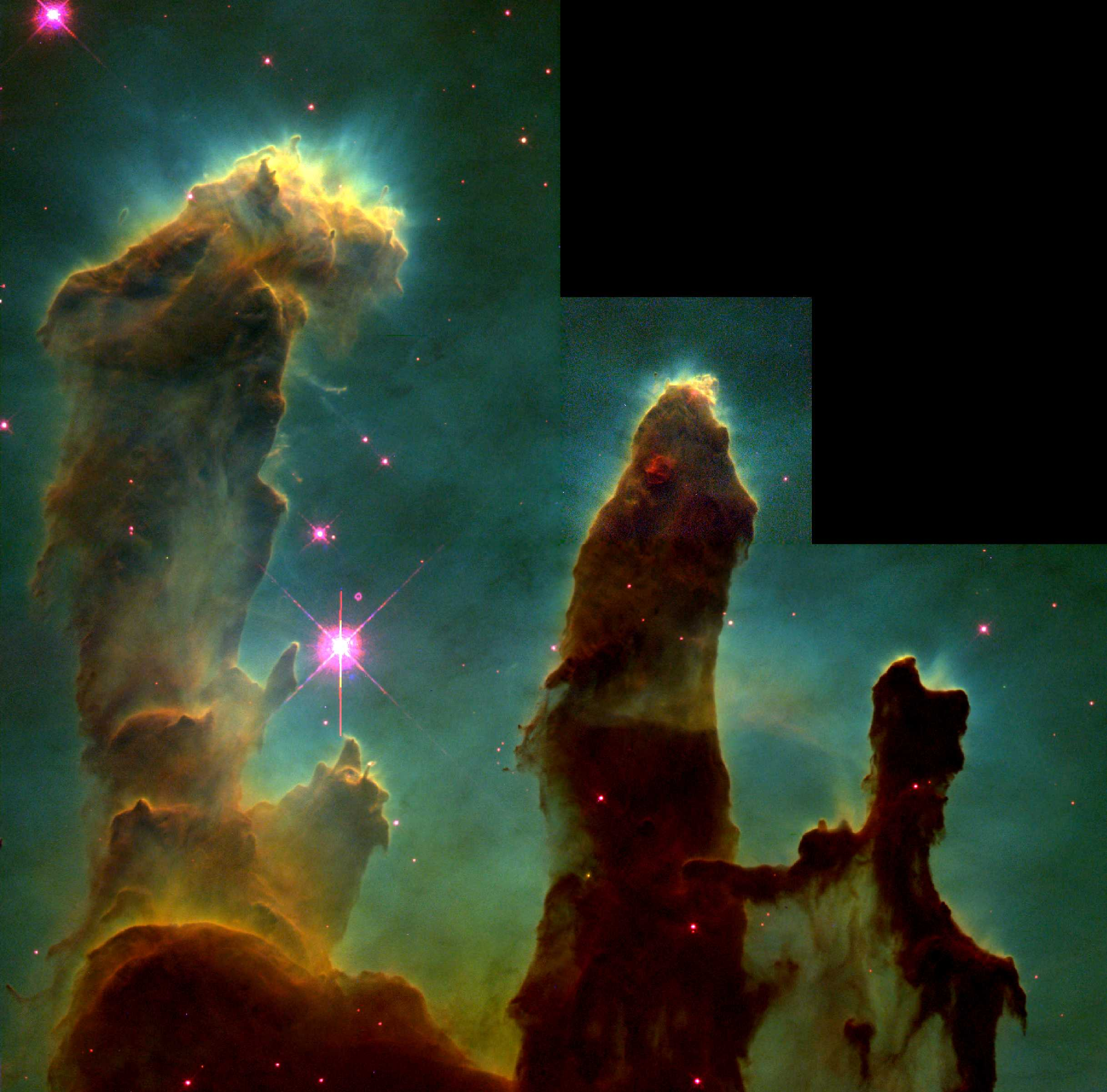
Os Pilares da Criação na Nebulosa da Águia

Arte espacial (ou "arte astronômica") é a expressão usada para definir um gênero artístico que busca representar as maravilhas do Universo. Porém, também pode incluir obras de arte que são feitas no espaço, em situações de gravidade zero dentro de espaço naves, estações espaciais ou voos parabólicos, assim como inclui também obras de arte feitas na Terra porém enviadas ao espaço, seja para orbitarem como satélites artificiais ou como parte de satélites maiores, ou para permanecerem em corpos celestes, como em Marte ou na Lua.
Assim como outros gêneros, a arte espacial é multifacetada, abrangendo características do realismo, impressionismo, arte de hardware, escultura, imagens abstratas e até arte zoológica, entre outros. Por mais que os artistas façam arte que referenciam elementos astronômicos há muito tempo, mais especificamente desde a Pré-história, a arte espacial em si ainda está em sua infância: afinal, a humanidade ganhou a capacidade tecnológica de olhar para fora do nosso mundo somente há poucas décadas. Assim, a representação dessas novas fronteiras é ainda recente.
Seja qual for o caminho estilístico escolhido, quando artistas geralmente tentam comunicar ideias relacionadas, de alguma forma, ao espaço, é comum que isso inclua reflexões sobre a infinita vastidão que nos cerca. Em alguns casos, artistas que se consideram "artistas do espaço" usam mais do que ilustrações e pinturas para comunicar descobertas científicas ou obras que retratam o espaço. Isto porque alguns tiveram a oportunidade de trabalhar diretamente com a tecnologia de voo espacial e mesmo com cientistas especializados na tentativa de expandir as artes, as humanidades e a expressão cultural relativa à exploração espacial.
Praticantes das artes visuais têm, por muitas décadas, explorado o espaço em suas imaginações, usando métodos tradicionais de pintura. Agora, muitos usam as mídias digitais para alcançar objetivos semelhantes. revistas de ficção científica e de ensaios visuais eram os principais veículos para a arte espacial, muitas vezes reproduzindo imagens de planetas, naves espaciais e dramáticas paisagens extraterrestres. Chesley Bonestell, R. A. Smith, Lucien Rudaux, David A. Hardy e Ludek Pesek são alguns dos principais artistas do começo do gênero. Eles se envolveram ativamente na visualização de propostas para a exploração do espaço sideral, obtendo contribuições de astrônomos e especialistas no que era ainda um campo incipiente da tecnologia de foguetes. Esses especialistas estava ansiosos para disseminar as suas ideias para um público mais amplo e a arte espacial tinha um grande papel nisso. (De fato, foi o segundo administrador da NASA, James E. Webb, quem iniciou o programa de arte espacial da agência, em 1962, quatro anos depois da sua fundação.) Uma das características mais marcantes da obra de Bonestell é o modo como ele retrata os mundos exóticos com a sua própria beleza alienígena, muitas vezes retratando a destinação assim como os modos tecnológicos de se chegar até lá.

## Arte astronômica
Considera-se que a arte astronômica é o aspecto da arte espacial dedicada a visualizar as maravilhas do espaço sideral. Uma das suas grandes ênfases é a compreensão do ambiente espacial como uma nova fronteira para a Humanidade. Outras obras retratam mundos alienígenas, extremos da matéria, como buracos negros, e conceitos decorrentes da inspiração derivada da astronomia.
A arte astronômica, nas décadas de 1940 e 50, foi desbravada principalmente por Chesley Bonestell, cujas habilidades para resolver problemas de perspectiva, para pintar com o olho de um mestre de pinturas "matte", comuns ao cinema, criando assim uma impressão visual realista, e para procurar os maiores especialistas nos campos que fascinavam ele, eram formidáveis. Seu trabalho foi inspirador na era pós-guerra para que se pudesse pensar sobre viagens espaciais, que pareciam impossíveis antes do foguete V-2. Até hoje, vários artistas ajudam a trazer ideias de forma apresentável para a comunidade espacial, tanto retratando as ideias mais recentes sobre como sair da Terra quanto mostrando as maravilhas que nos aguardam lá fora.
A arte astronômica é a mais recente de de diversos movimentos artísticos que vem explorando as ideias que surgem sobre a contínua exploração da Terra, (Escola do Rio Hudson, ou Luminismo), o passado distante (Antiguidade e arte animal pré-histórica) e o Universo constantemente revelado. Grande parte dos artistas astronômicos usa métodos tradicionais de pintura ou seus equivalentes digitais, de modo a levar o espectador às fronteiras do conhecimento humano reunido na exploração do espaço sideral. Suas obras geralmente retratam elementos em uma linguagem visual que é familiar ao realismo, mas extrapolada para ambientes exóticos cujos detalhes refletem um conhecimento em continuidade e a imaginação científica. Um exemplo de processo para a criação da arte astronômica seria estudar e visitar ambientes desérticos para experimentar um pouco de como seria estar em Marte e pintar com base nessa experiência. Outro exemplo seria, ao ouvir falar de algum evento relacionado ao tema que provavelmente seria incrível assistir de perto, procurar ler artigos publicados ou conversar com especialistas na área sobre este fenômeno. Normalmente, há um esforço artístico para enfatizar os elementos visuais favoráveis desses eventos, assim como um fotógrafo compõe uma imagem. A melhor arte astronômica compartilha com o espectador o que é que atrai a imaginação do artista sobre o assunto retratado.
Nos países de língua inglesa, revistas de ficção científica como Fantasy and Science Fiction, Amazing, Astounding (mais tarde renomeada como Analog) e Galaxy Science Fiction foram importantes veículos para a arte espacial, principalmente na década de 1950. Cabe ressaltar também a importância das revistas de ensaios fotográficos da época, como Life, Collier's e Coronet para a disseminação desse gênero. Na União Soviética, um importante veículo foi a revista Tekhnika Molodezhi (livremente traduzida como "tecnologia para jovens"), que em 1935 publicou a sua primeira história com temática espacial.
Hoje, nos países de língua inglesa, a arte astronômica pode ser vista em revistas como Sky and Telescope, The Planetary Report e ocasionalmente na Scientific American. O Programa de Belas Artes da NASA tem realizado um esforço contínuo para contratar artistas que possam criar obras de arte específicas para determinados projetos espaciais. Esse programa documenta principalmente eventos históricos. O Programa de Belas Artes da NASA operava na era do progresso aparentemente ilimitado, em especial durante a gestão do seu primeiro chefe, James Dean.
As obras que retratam situações de voo espacial como as mencionadas acima são semelhantes conceitualmente aos esforços governamentais durante a Segunda Guerra Mundial que enviaram artistas a zonas de batalha para documentar cenas como eles as viam, que inclusive também eram divulgadas em edições da revista Life.
Outro paralelo próximo à arte astronômica é a arte dos dinossauros. Ambos movimentos artísticos exploram reinos fisicamente inalcançáveis com a intenção de trazer um senso de realidade para eles. Os 'Grandes Mestres' desse campo, como Charles R. Knight e Zdeněk Burian, trabalharam com especialistas da Paleontologia, usando as melhores informações disponíveis para criar uma visão realista desse passado distante que nunca poderemos contemplar com nossos próprios olhos. Idealmente, como na arte astronômica, tal trabalho tenta mostrar o que se sabe sobre o assunto, com algumas suposições científicas para poder preencher o que é de fato desconhecido e incognoscível. Trabalhos mais recentes de um número consideravelmente grande de artistas sobre dinossauros refletem o crescimento do conhecimento científico ao representar as novas posturas corporais descobertas, assim como prováveis penas, etc. O mesmo ocorre com a arte espacial: não mais retratam, por exemplo, as paisagens extraterrestres com o céu azul fantasioso, como se supunha, mas os céus de Marte como realmente seriam vistos.  A maior parte dos artistas de arte espacial e astronômica, principalmente os mais amplamente divulgados, pertencem à Associação Internacional de Artistas Astronômicos desde 1983.

## Influências históricas
| Pré-história | Observações astronômicas na Pré-história em Minas Gerais através de pinturas rupestres contêm alusões a constelações específicas e aos planetas visíveis. |
| 1301         | A pintura Adoração dos Magos de Giotto di Bondone inclui um cometa no céu, que acredita-se indicar o Cometa Halley em 1301. |
| 1416         | Os irmãos Limbourg no manuscrito de Duc Du Berry incluíram o que pode ser considerado como a primeira tentativa de retratar realisticamente o céu noturno, completo de meteoros em movimento. |
| 1515         | Albrecht Dürer publicou o primeiro desenho em perspectiva que se conhece da Terra como um Globo. |
| 1529         | Albrecht Altdorfer pintou A batalha de Alexandre, o Grande contra o rei persa Darius (também conhecida como a Batalha de Isso), que provavelmente é a pintura mais antiga a retratar a curvatura da Terra de uma grande altura. |
| 1711         | Donato Creti pintou uma série de astrônomos da época sobre visões de planetas através de um telescópio para gerar interesse no Vaticano sobre estabelecer um observatório de astronomia. |
| 1858         | O Cometa Donati (formalmente designado C/1858 L1 ou 1858 VI) foi registrado em diversas pinturas da época. Dois exemplos são Donati's Comet (1859) de William Turner e Donati's Comet (1859) de James Poole. |
| 1874         | James Carpenter e James Nasmyth publicam The Moon: Considered as a Planet, a World, and a Satellite que contém fotografias de modelos esculpidos sobre as características da Lua, que por sua vez influenciaram futuros artistas de arte espacial ao retratar o acentuado exagero vertical do terreno lunar.                                     |
| 1870s        | Étienne Léopold Trouvelot publicou uma série de cromolitografias de seus pastéis sobre assuntos astronômicos. |
| 1877         | Paul Dominique Philippoteaux e o gravador Laplante ilustraram a história de Júlio Verne, Hector Servadac, incluindo uma visão imaginária dos anéis de Saturno desde o próprio planeta. |
| 1918         | Howard Russell Butler deliberadamente faz uso do alcance dinâmico da visão humana para pintar um eclipse total baseado na observação direta. |
| 1927         | Scriven Bolten cria paisagens lunares para o veículo Illustrated London News usando fotos pintadas de modelos de gesso. |
| 1937         | Lucien Rudaux pinta muitos trabalhos, principalmente sobre Marte e a Lua, para Sur Les Autres Mondes |
| 1944         | As pinturas de Chesley Bonestell sobre Saturno a partir de suas diversas luas apaerce na Revista Life , introduzindo a arte espacial para o grande público americano. Livros com a arte de Bonestells incluem The Conquest Of Space (1949), The Exploration Of Mars (1956) and The World We Live In (1955), este último da própria revista Life. |

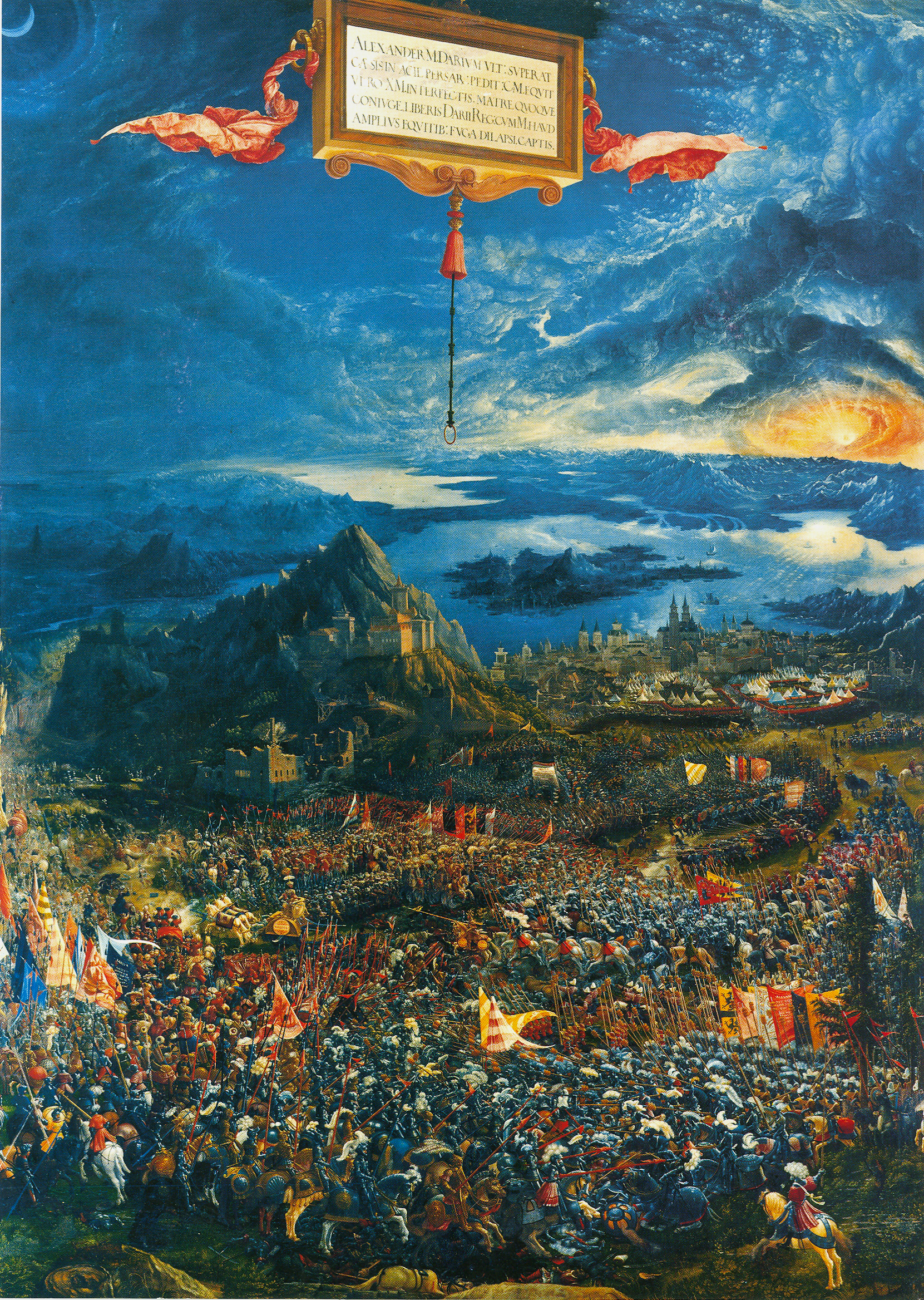
A batalha de Alexandre, o Grande contra o rei persa Darius (1529), por Albrecht Altdorfer.

| 1952         | O Segundo Simpósio sobre Viagem Espacial do Planetário Hayden, que aconteceu em Nova Iorque em 1952, resultou em uma série muito conhecida de artigos sobre voos espaciais, publicados na Revista Colliers e ilustrados por Bonestell e outros.                                                                                                  |
| 1963         | As pinturas de Ludek Pesek ilustram os longos volumes de The Moon And the Planets, e o volume de 1968 de Our Planet Earth - From The Beginning. |
| 1980         | O livro e a série televisa Cosmos, exibida no canal PBS, mostram muitos dos trabalhos de artistas de arte espacial. Carl Sagan os utilizou também em vários outros de seus livros. |

## Fotografia

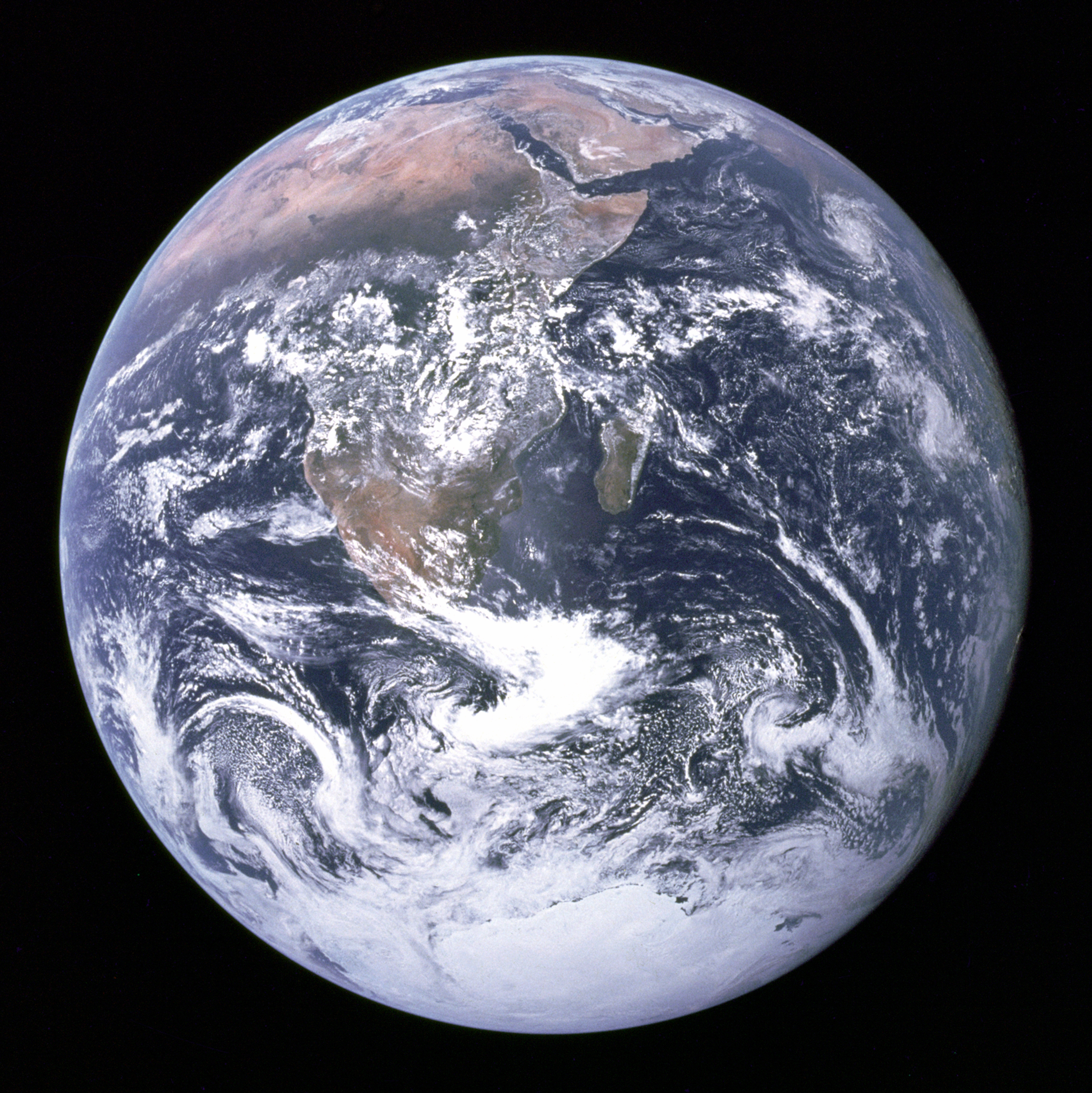
O Mármore Azul, a Terra vista da Apollo 17, 1972

O cosmos pode servir como fonte para diversos tipos de inspirações visuais. Nossa crescente habilidade de reunir e propagar essas imagens se espalharam pela cultura de massa, principalmente nas últimas décadas. A chegada do ser humano na Lua, em 1969, foi um evento que desencadeou transformações culturais, tecnológicas, sociais e políticas que influenciaram a produção artística pelas décadas seguintes. Junto a isso, a fotografia também também se transformou em uma importante mídia para a arte espacial.
A primeira fotografia da Lua foi por John Adams Whipple, que procurou a ajuda do astrônomo de Harvard William Cranch Bond. Usando o telescópio Great Refractor do observatório da Universidade, eles capturaram o corpo celeste em sua fase crescente em 14 de março de 1851. Séculos mais tarde, as fotografias tiradas por exploradores na Lua puderam compartilhar a experiência de estar em outro mundo. Mais tarde, fotografias da Lua continuariam a ter relevância para as artes, como é o caso do livro de artista Full Moon, com autoria do artista Michael Light, publicado em 1999. O livro questiona a supremacia estadounidense na exploração espacial e busca criticar sistemas sociais e políticos.
O maior impacto, talvez, tenha sido pelas primeiras fotografias em que se podia ver toda a Terra, feitas por satélites, e as missões Apollo tripuladas, que trouxeram um novo sentido sobre o nosso mundo, agora visto cada vez mais como uma ilha no espaço vazio. Essas fotografias promoveram ideias da unidade essencial da Humanidade, como é o caso da fotografia que veio a ser conhecida como Pálido Ponto Azul, em decorrência do discurso de Carl Sagan, tirada em 1990 pela sonda Voyager I. Os famosos Pilares da Criação do Telescópio Espacial Hubble e outras fotos tiradas por ele muitas vezes evocam respostas intensas dos observadores, por exemplo, as imagens da nebulosa planetária do Hubble.

## A maestria artística
Os artistas de arte astronômica que buscam representar o cosmos muitas vezes trabalham em colaboração direta com cientistas e engenheiros espaciais para ajudá-los a visualizar e desenvolver seus conceitos científicos e tecnológicos. De certa forma, esse trabalho acaba tornando realidade o sonho da exploração espacial ou, pelo menos, o torna tangível. Outras formas de arte espacial pictórica levam o espectador a visões internas inspiradas direta ou indiretamente pelos frutos da visão em expansão da Humanidade. Alguns aspectos dessa arte prestam homenagem visual ao espaço sideral, ideias populares de vida em outros mundos, incluindo visões de visitas alienígenas, simbologia de sonhos, imagens psicodélicas e outras influências na arte visionária contemporânea.
Com o passar dos anos e com a intensificação dos desenvolvimentos tecnológicos nessa área, os artistas podem experimentar, por exemplo, as condições de queda livre durante os voos realizados com a NASA, assim como com as agências espaciais russas e francesas e com o Zero Gravity Arts Consortium. Isso acarreta em novos métodos de expressões artísticas, revelados à medida que os artistas imaginam novas maneiras de utilizar ambientes de microgravidade para criar obras artísticas. Embora tais sonhos aguardem oportunidades substanciais, os primeiros esforços dos artistas para colocar peças de arte no espaço já foram realizados com pintura, holografia, móbiles de microgravidade, obras literárias flutuantes e escultura.

## Arte no espaço

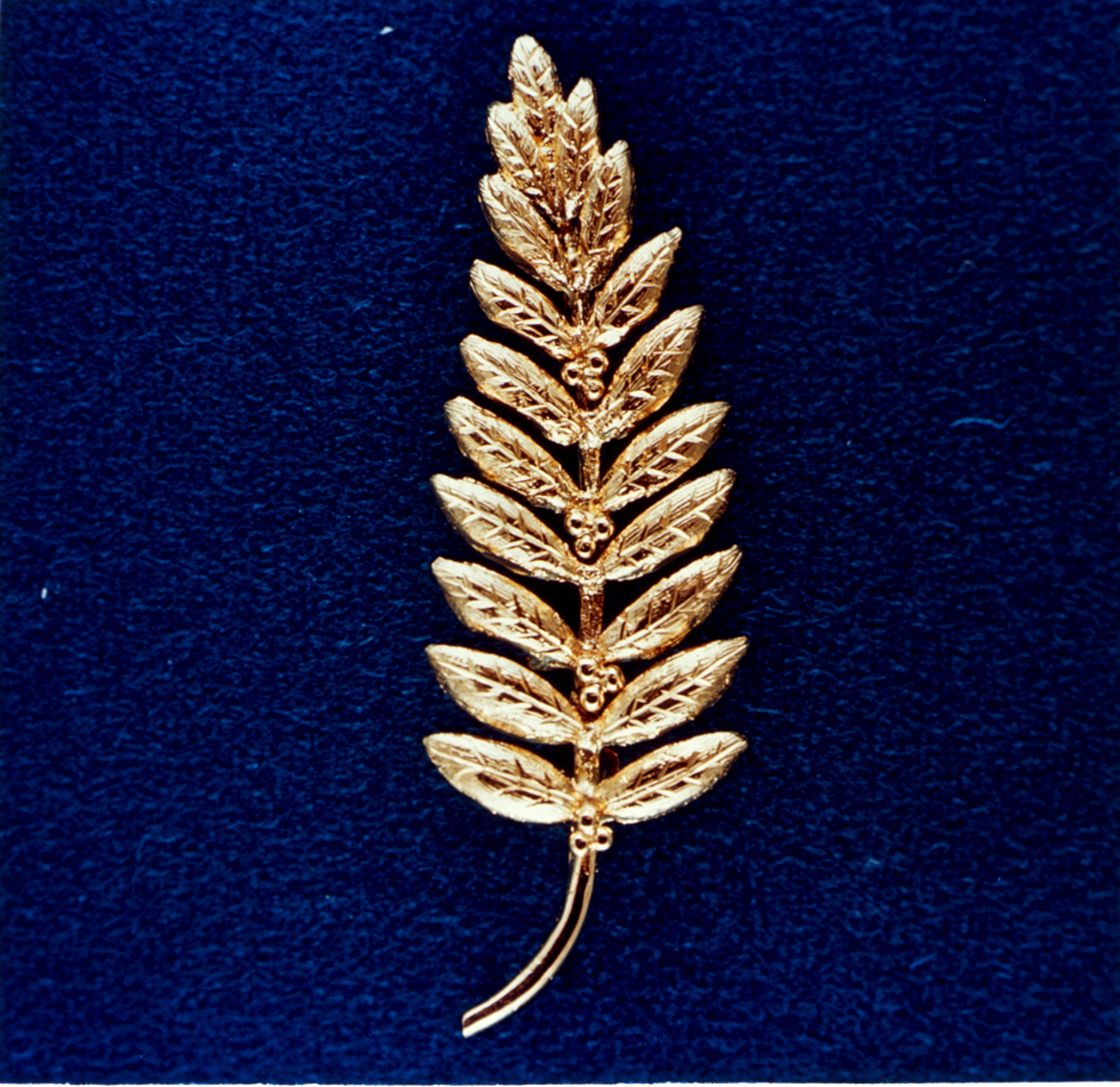
Ramo de oliveira dourado deixado na Lua por Neil Armstrong (Apollo 11) como um símbolo de paz.

### Primeira arte criada no espaço
Considera-se que o primeiro artista ativo no espaço foi o astronauta russo Alexei Leonov, que produziu o que seria o primeiro desenho no espaço a bordo da Voskhod 2 em 1965, representando um nascer do sol orbital. Dois anos mais tarde, Leonov, junto com outro artista de arte espacial, Andrey Sokolov, criaram os primeiros selos com temática espacial da União Soviética. Em março de 1967, os selos foram lançados como parte da celebração do Dia do Cosmonauta (12 de abril), uma referência ao primeiro voo espacial tripulado, responsável por levar o soviético Yuri Gagarin ao espaço.
Observações visuais foram registradas em desenhos, assim como deram corpo aos comentários de cosmonautas e astronautas anteriores sobre fenômenos difíceis de fotografar, como o brilho do ar, as cores do crepúsculo e os detalhes externos da coroa solar . Um artista capaz e observador pode registrar aspectos do Universo além das limitações de design de qualquer sistema de câmera em particular.

### Primeiras pinturas a óleo lançadas no espaço sideral
A partir do lançamento do satélite Sputnik, em 1957, as experiências com arte no espaço lentamente começaram. Uma dessas experiências foi um experimento em conservação de arte, encabeçado pela Vertical Horizons, uma empresa dedicada ao aprimoramento da vida no espaço e liderada pelo psicólogo Howard Wishnow e pelo artista Ellery Kurtz, que se deu a bordo do ônibus espacial Columbia STS-61-C em 1986. Quatro pinturas a óleo originais de Kurtz foram transportadas em um dos contêineres da iniciativa da NASA chamada Get Away Special (GAS). O experimento foi projetado para testar materiais de arte orgânicos, como tintas à base de óleo, telas de linho, primers e materiais de ligação para degradação durante o voo espacial. Segundo o seu site, a " Vertical Horizons avaliou os materiais antes e depois do voo para saber como o ambiente espacial os afetou. O experimento formou uma base para o estudo futuro de métodos para transportar objetos de arte visual no espaço."
Essas obras são as primeiras pinturas a óleo a entrar na órbita da Terra, tendo estado no compartimento de carga do ônibus espacial. O cilindro que as transportou, designado G-481, foi o 46º lançado a bordo de um ônibus espacial. O Columbia realizou 98 voltas em torno da Terra durante o tempo de duração de sua missão (6 dias, 2 horas, 3 minutos e 51 segundos). Ele foi lançado do Kennedy Space Center, Cabo Canaveral, Flórida, em 12 de janeiro de 1986, e pousou no mesmo lugar seis dias depois, em 18 de janeiro do mesmo ano.

### Arte em gravidade zero - em espaçonaves, estações espaciais e voos parabólicos
Entre os anos 70 e 80, outros trabalhos orbitaram a Terra: o artista russo Andrey Sokolov teria exposto suas obras a bordo da estação espacial soviética Mir. O colecionador Leo Bordreau afirma que Sokolov teve trabalhos que foram levados à órbita da Terra em março de 1971 a bordo da Soyuz 11, tornando as primeiras pinturas a guache a serem lançadas ao espaço. Já o físico Andrew LePage, citando o livro russo Star Way of Humanity (1989) afirma que a obra The Morning of the Take-Off (1978) de Sokolov teria sido a primeira ao ser mandada para a estação espacial Salyut 6 e que teria sido trazida de volta à Terra em 1978. Faltam fontes confiáveis.
Vale ressaltar a importância das placas Pioneer na história da arte espacial. O projeto, encabeçado por Carl Sagan, contém um par de placas metálicas que foram colocadas nas sondas interplanetárias Pioneer 10 e Pioneer 11. Elas possuem uma mensagem pictórica feita com a intenção de ser, eventualmente, ser interceptada por vida extraterrestre. Lançadas em 1972 e 1973, as sondas tinham como destino final Jupiter, e foram as primeiras com a capacidade de sair do Sistema Solar.
Uns anos mais tarde, em 1977, a NASA buscou estudar os planetas de Jupiter e Saturno através das sondas Voyager. Sua viagem se estendeu a Urano e Plutão, e em 2012 a Voyager 1 deixou o Sistema Solar e se tornou o mais distante objeto feito pelo ser humano a partir da Terra. As duas sondas levam consigo um disco de cobre revestido a ouro (e suas respectivas agulhas), idealizados por Carl e Linda Salzman Sagan. Elas contêm apresentações da vida na Terra para outras civilizações. Além de imagens que mostram o ciclo da vida, tanto humana quanto vegetal, elas contêm também sons naturais, trechos de canções folclóricas de todo o mundo e obras de Beethoven e Mozart.
Um pouco mais tarde, em 1984, o artista Joseph McShane enviou através do ônibus espacial Challenger a escultura Payload G-38. Em 1989, o artista conceitual Lowry Burgess enviou para o espaço, através do Discovery, a obra Boundless Cubic Lunar Aperture, um bloco quadrado de cinco polegadas repleto de hologramas e textos e que faz parte de seu projeto The Quiet Axis. Após ter trabalhado por décadas com a NASA, essa é considerada a primeira obra de arte sancionada a estar em órbita, e Burgess é conhecido como o grande "avô" da arte no espaço. Ambas iniciativas somente foram possíveis pelo programa Get Away Special da NASA.
Considera-se que a primeira escultura projetada especificamente para um habitat humano em órbita tenha sido Cosmic Dancer do artista Arthur Woods, enviada para a estação Mir em 1993. Em 1995, Woods organizou também a Ars ad Astra, considerada a primeira exposição de arte na órbita terrestre. Composta por 20 obras de arte originais de 20 artistas e um arquivo eletrônico, também foi exibida na estação espacial Mir como parte da missão EUROMIR'95 da Agência Espacial Europeia (ESA).
Em 2017, o artista brasileiro Eduardo Kac desenvolveu junto ao francês Thomas Pesquet a escultura Inner Telescope, que foi construída pelo astronauta usando somente uma folha de papel a bordo da Estação Espacial Internacional. A forma da escultura não tem topo nem fundo, nem frente nem verso. Através de uma das perspectivas, ela revela a palavra francesa “MOI“ [que significa “eu”, ou “eu mesmo”], que para o artista representa o eu coletivo, evocando a humanidade. Outra obra de Kac é Adsum, uma escultura de vidro cúbico dentro da qual as letras do título são gravadas a laser, formando um poema dentro do cubo que pode ser lido em qualquer direção. 'Adsum' significa "estou aqui" em latim. Em 2022, a obra esteve a bordo da Estação Espacial Internacional, voltando para a Terra em Janeiro de 2023. A obra segue em desenvolvimento e espera-se que uma de suas versões chegue à Lua em 2024. Em 1996, Kac já havia enviado a obra Monograma para Saturno através da espaçonave Cassini, que após viajar 7,9 bilhões de km, mergulhou na atmosfera do planeta e desintegrou em 2017.
Em 1998, o artista Frank Pietronigro voou no Projeto de Pesquisa Número 33: Investigando o Processo Criativo em um Ambiente de Microgravidade, onde o artista desenhou, criou 'pinturas à deriva' e dançou no espaço de microgravidade. Em 2006, o artista voltou ao voo de microgravidade para criar três novas obras, uma em colaboração com Burgess, chamadas Moments in the Infinite Absolute, Flags in Space! e uma nova forma de microgravidade móvel.
Outras iniciativas artísticas em gravidade zero incluem a performance Noordung Zero Gravity Biomechanical, do diretor de teatro esloveno Dragan Živadinov. A performance aconteceu durante um voo parabólico organizado pelas instalações do Yuri Gagarin Cosmonaut Training Center em Star City em 1999.
O grupo britânico The Arts Catalyst, através do consórcio MIR (que unia o próprio Arts Catalyst com outros projetos como o Projekt Atol, V2_Organisation e Leonardo-Olats) organizou uma série de voos parabólicos de gravidade zero para experimentação artística e cultural nesse mesmo centro de treinamento Yuri Gagarin, bem como com a Agência Espacial Europeia, entre 2000 e 2004. Seus experimento incluem Investigations in Microgravity, MIR Flight 001, e MIR Campaign 2003 . Os artistas que participaram desses voos e visitas à Rússia e à ESA incluíram o Grupo Otolith, selecionado em 2011 para o Prêmio Turner, e Stefan Gec, Ansuman Biswas e Jem Finer, Kitsou Dubois, Yuri Leiderman e Marcel.li Antunez Roca.
O artista e músico mexicano Nahum dirigiu o projeto de arte e ciência chamado Matters of Gravity (La Gravedad de los Asuntos, em espanhol), que reflete sobre a ideia de gravidade através da sua ausência. Além disso, há a primeira missão composta apenas por artistas latino-americanos, que foi executada em um voo em gravidade zero no Centro de Treinamento de Cosmonautas Yuri Gagarin em 2014. Os artistas participantes incluem Tania Candiani, Ale de la Puente, Ivan Puig, Arcángelo Constantini, Fabiola Torres-Alzaga, Gilberto Esparza, Juan Jose Diaz Infante, Nahum e Marcela Armas. O projeto contou com a participação do cientista mexicano Miguel Alcubierre e dos curadores Rob La Frenais e Kerry Anne Doyle.
Por curiosidade, há também o exemplo do astronauta Chris Hadfield, que fez uma versão da canção de 1969 de David Bowie, Space Oddity, enquanto estava a bordo da Estação Espacial Internacional. Este caso gerou importantes debates sobre a extensão dos direitos autorais no espaço.

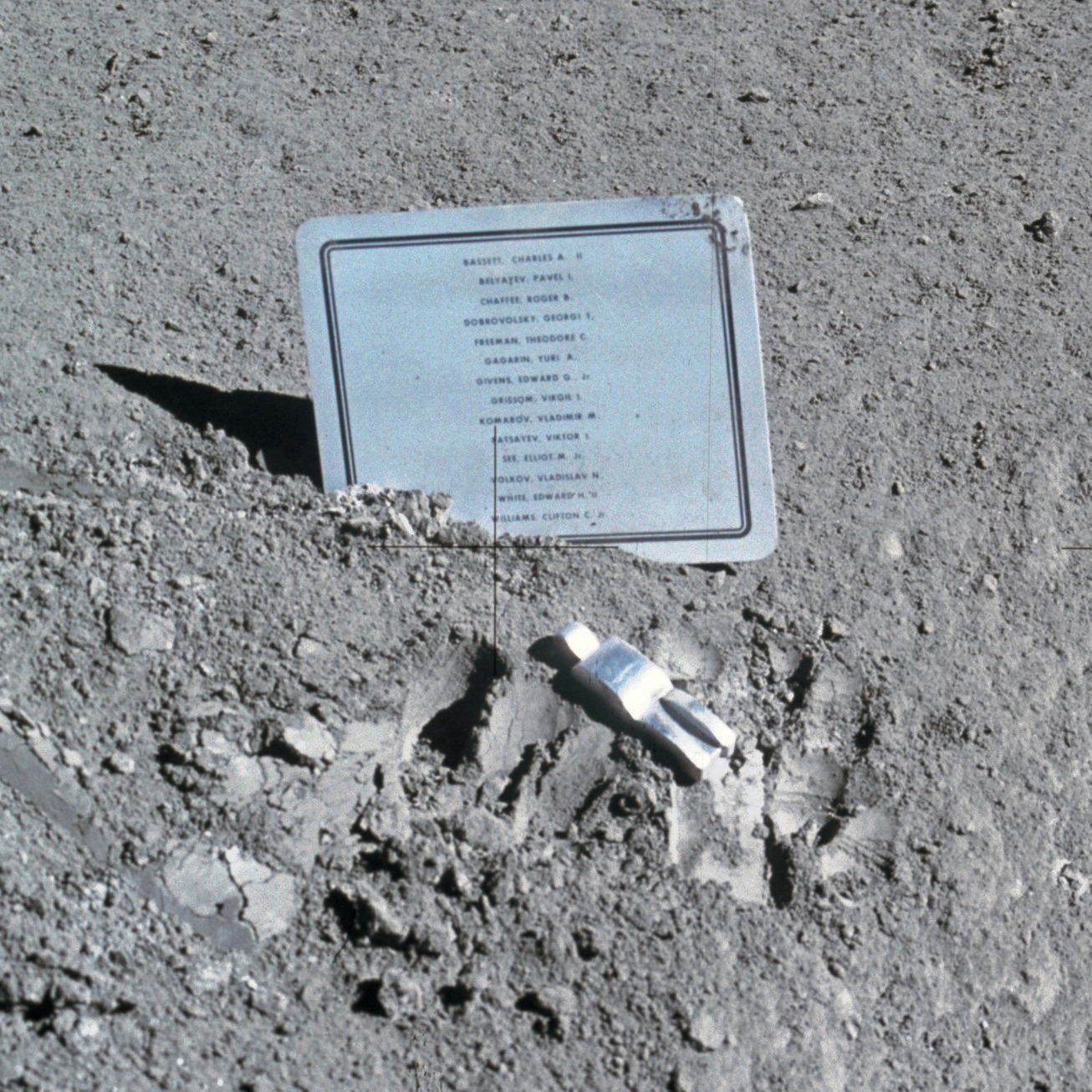
Astronauta caído, deixado na Lua por David Scott durante a missão Apollo 15

Objetos de arte no espaço
O catálogo mais recente da NASA a respeito de objetos realizados por seres humanos e deixados na Lua inclui 796 itens, entre eles um pequeno objeto de arte. É uma pequena estatueta com uma placa de aluminío chamada de Astronauta Caído, do artista belga Paul Van Hoeydonck, deixada na Lua durante a missão Apollo 15 de 1971 pelo astronauta David Scott. A obra busca homenagear os astronautas e cosmonautas que perderam a vida no processo do avanço da exploração espacial.
Em 1969, entretanto, acredita-se que uma pequena placa cerâmica já teria sido deixada na Lua pela missão Apollo 12. Um engenheiro teria, supostamente, atrelado a placa a uma estrutura na espaçonave. Nela, estariam inscrições de seis dos artistas mais proeminentes nos EUA na época: Robert Rauschenberg, David Novros, John Chamberlain, Claes Oldenburg, Forrest Myers e Andy Warhol. Idealizada por Myers, ela teria sido a primeira o objeto de arte no espaço. Entretanto, não é possível saber se está de fato na Lua, visto que suas dimensões de 1.9 cm × 1.3 cm dificultam o seu rastreamento.

### Projeto Sojourner 2020 a bordo da Estação Espacial Internacional
Em 2020, o projeto Sojourner2020, parte da Iniciativa de Exploração Espacial do Instituto de Tecnologia de Massachusetts (MIT), selecionou nove artistas para desenvolver projetos de arte a bordo da Estação Espacial Internacional. O Sojourner2020 tinha uma unidade de tamanho 1,5U, 100 mm x 100 mm x 152,4 mm e foi lançado em órbita baixa da Terra entre 7 de março e 7 de abril desse ano, durante a pandemia de COVID-19. Sua particularidade é que apresentava uma estrutura telescópica de três camadas, capaz de criar três “gravidades” diferentes: gravidade zero, gravidade lunar e gravidade marciana. Cada camada da estrutura girava independentemente, de modo a criar diferentes ambientes. A camada superior permaneceu imóvel na ausência de peso, enquanto as camadas intermediária e inferior giravam em velocidades diferentes para produzir acelerações centrípetas que imitavam a gravidade lunar e a gravidade marciana, respectivamente. Cada camada carregava 6 bolsos que continham os projetos. Cada bolso, por sua vez, era um recipiente com 10mm de diâmetro e 12mm de profundidade. Mesmo com essa escala limitada, os artistas propuseram e realizaram obras de arte em uma variedade de mídias diferentes: era possível encontrar esculturas com pedra esculpidas, como fez Erin Genia, experimentos com pigmentos líquidos, realizados por Andrea Ling e Levi Cai, esculturas feitas de remédios de reposição hormonal, por Adriana Knouf, e até organismos vivos, como diatomáceas marinhas do gênero Phaeodactylum Tricornutum, realizado por Luis Guzmán. 
Outro exemplo parecido é a exposição Galeria da Lua, organizada pela Moon Gallery Foundation. A exposição é uma coleção de obras de arte em miniatura, cada uma com no máximo 1 centímetro cúbico, e é um protótipo de carga útil que abrirá caminho para a entrega de uma galeria semelhante à superfície da lua.

### Cápsula do Tempo de DNA no Espaço
Em 2024, Amy Karle criou Ecos do Vale da Existência, uma obra de arte interativa que envolve os participantes para considerarem os ecos duradouros de seus remanescentes biológicos e digitais no tempo e espaço. A obra reflete a biometria dos visitantes e o rastreamento corporal, espelhando a pessoa em uma forma digital. Os participantes têm a oportunidade de contribuir com textos e amostras de DNA, que são posteriormente convertidos em pó e encapsulados em um polímero. As imagens, textos e formas de DNA compõem uma cápsula do tempo enviada à lua em 2026 pela LifeShip e pela SpaceX.

### Obras de arte lançadas ao espaço através de satélites - ArtSat
Além das obras de arte que ocuparam espaços como espaçonaves, ônibus espaciais, ou que foram realizadas para serem deixadas em corpos celestes, como na Lua ou em Marte, há também aquelas que foram feitas para utilizar o espaço sideral. São obras que ocupam o céu, como a obra O Contorno da Presença, do artista mexicano Nahum. Outras, são em si mesmas satélites artificiais, também chamadas de ArtSat, ou arte de satélites. Esse é o caso da obra Refletor Orbital, de Trevor Paglen, lançado em 2018, e de Enoch, de Tavares Strachan, lançado nesse mesmo ano.
O primeiro satélite puramente artístico foi lançado somente em 2014. O projeto ARTSAT-1 Invader da Universidade de Tóquio enviou dados espaciais para a Terra que foram usados em instalações de arte e criação de música.
Outro satélite artístico pioneiro foi a missão Ulises I, desenvolvida pelo Coletivo Espacial Mexicano com apoio da Arizona State University, e lançada por um balão em 2016.
Enoch, lançado em 2018, foi desenvolvido em um CubeSat passivo. Ele contém um canopo de ouro 24 quilates com um busto do primeiro astronauta afro-americano, Robert Henry Lawrence Jr.
Nesse mesmo ano, o artista Trevor Paglen enviou sua escultura Refletor Orbital, também em um CubeSat não funcional. De acordo com seu site, o trabalho é percebido como seu gesto artístico que pode ajudar a mudar a maneira como vemos nosso lugar no mundo.
Em 2012, porém, Paglen já tinha desenvolvido um trabalho que foi acoplado a um satélite de comunicação. Era a obra The Last Pictures, realizada após Paglen ter passado cinco anos entrevistando cientistas, artistas, antropólogos e filósofos, pedindo-lhes que considerassem quais imagens definem a civilização humana e o que elas revelariam sobre nós se eles foram descobertos muito no futuro. Ele então selecionou cem fotografias e desenvolveu um artefato projetado durar bilhões de anos. Em 2012, o satélite EchoStar XVI alcançou a sua órbita geoestacionário órbita The Last Pictures montado ao seu convés. Depois de 15 anos funcionando ativamente, ele irá para um tipo de cemitério espacial, a partir do qual permanecerá no espaço por tempo indeterminado.

## Organizações de arte espacial

### Associação Internacional de Artistas Astronômicos
A principal organização e única guilda no mundo dedicada à criação de arte espacial é a Associação Internacional de Artistas Astronômicos (IAAA). Enquanto uma organização não-governamental e sem fins lucrativos, a IAAA tem mais de 120 membros e tem como objetivo implementar e participar de projetos de arte astronômica e espacial, promover a educação sobre arte astronômica e fomentar a cooperação internacional em trabalhos artísticos inspirados na exploração do Universo. Os membros da IAAA criam arte espacial em todas as suas inúmeras formas desde a sua fundação em 1982. Ou seja, expressam-se através da pintura tradicional, de obras digitais, esculturas em 3D e de obras em gravidade zero. Numerosas capas de livros e revistas, efeitos de filmes e imagens artísticas que ilustram as mais recentes descobertas astronômicas são feitas por membros da IAAA. 